# Tom Casey (Politiker)
Hon. Thomas „Tom“ Mannix Casey (* 12. März 1921 in Quorn, South Australia; † 25. September 2003) war ein australischer Politiker der Labor Party, der von 1960 bis 1970 Mitglied des South Australian House of Assembly und zwischen 1970 und 1979 Mitglied des South Australian Legislative Council sowie zeitweise Minister war. 

## Leben

### Zweiter Weltkrieg, Mitglied desSouth Australian House of Assemblyund Minister in der ersten Regierung Dunstan
Thomas „Tom“ Mannix Casey war der Sohn von James Casey, der zunächst Eigentümers des Hotel Austral in Quorn war und danach die Farm Amelia Park in Peterborough erwarb. Er selbst besuchte die Unley High School und wurde am 3. September 1939 zum Militärdienst in den Australian Military Forces (AMF) eingezogen. Während des Zweiten Weltkrieges diente er im 41/2 (Amalgamated) Infantry Battalion und wurde am 23. April 1946 im Range eines Oberleutnants (Lieutenant) entlassen. Im Februar 1946 heiratete er Margaret Mary Crick und übernahm nach seiner Entlassung aus dem Militärdienst die Bewirtschaftung der väterlichen Farm Amelia Park.
Nach dem unerwarteten Tod des Parteivorsitzenden der Labor Party von South Australia Mick O’Halloran am 22. September 1960 wurde Casey für die Labor Party bei der erforderlichen Nachwahl (By-election) im Wahlkreis Frome am 5. November 1960 erstmals Mitglied des South Australian House of Assembly, des Unterhauses des Parlaments von South Australia, und gehörte diesem bis zu seinem Mandatsverzicht am 14. Mai 1970 an. Zu seinem Nachfolger wurde bei der Wahl am 30. Mai 1970 allerdings Ernest Allen von der Liberal and Country League gewählt. Während seiner Mitgliedschaft in der Legislativversammlung war er unter anderem zwischen dem 25. März 1965 und dem 26. März 1968 Mitglied des Parlamentarischen Ausschusses für Landbesiedlung (Parliamentary Committee on Land Settlement), dessen Vorsitzender er vom 1. Januar 1966 bis zum 26. März 1968 war.
Am 26. März 1968 wurde Tom Casey trotz der Niederlage der ALP bei der Wahl am 2. März 1968 noch in die erste Regierung von Premier Don Dunstan berufen und bekleidete in dieser bis zum 16. April 1968 die Posten als Landwirtschaftsminister (Minister of Agriculture) und als Forstminister (Minister of Forests). Er war zwischen dem 24. Dezember 1969 und dem 2. Juni 1970 abermals Mitglied des Parlamentarischen Ausschusses für Landbesiedlung.

### Mitglied desSouth Australian Legislative Council, Minister in der zweiten Regierung Dunstan und der Regierung Corcoran
Nach seinem Ausscheiden aus dem House of Assembly wurde Casey am 15. Mai 1970 für die ALP als Nachfolger seines zurückgetretenen Parteifreundes Stan Bevan für den damaligen Wahlkreis Central District No 1 Mitglied des South Australian Legislative Council, des Oberhauses des Parlaments, und gehörte diesem bis zum 14. September 1979 an.
Bei der Wahl am 30. Mai 1970 gewann die ALP eine Mehrheit von 27 der 47 Sitze im House of Assembly, woraufhin er am 2. Juni 1970 in die zweite Regierung von Premier Don Dunstan berufen wurde und bekleidete in dieser bis zum 10. Juni 1975 die Ämter als Landwirtschaftsminister (Minister of Agriculture) und Forstminister (Minister of Forests). Im Zuge einer Umbildung der Regierung Dunstan fungierte er anschließend zwischen dem 10. Juni 1975 und dem 15. Februar 1979 als Minister für Rückkehrer (Minister of Repatriation), Minister für Ländereien (Minister of Lands), Minister für Tourismus, Freizeit und Sport (Minister of Tourism, Recreation and Sport) und als Minister für Bewässerung (Minister of Irrigation). In der darauf folgenden Regierung von Premier Des Corcoran bekleidete er zwischen dem 15. Februar und dem 30. April 1979 weiterhin die Ämter als Minister für Rückkehrer und als Minister für Ländereien sowie vom 15. Februar bis zum 15. März 1979 auch erneut als Minister für Tourismus, Freizeit und Sport und als Minister für Bewässerung. Nach einer Umbildung der Regierung Corcoran fungierte er schließlich zwischen dem 15. März und dem 30. April 1979 noch als Umweltminister (Minister for the Environment). Am 13. Dezember 1979 wurde ihm der Höflichkeitstitel The Honourable verliehen.

## Hintergrundliteratur
- Parliament of South Australia: Statistical Record of the Legislature 1836–2007 (Memento vom 11. März 2019 im Internet Archive)

## Weblink
- Hon Thomas Casey. In: Parlament von South Australia. Abgerufen am 29. April 2024 (englisch).